# Мунцингер, Карл
Карл Мунцингер (23 сентября 1842 — 16 августа 1911) — швейцарский композитор и дирижёр.
Учился в Лейпцигской консерватории вместе с Густавом Вебером, с которым его связала многолетняя дружба. На протяжении многих лет (до 1909 г.) генеральмузикдиректор Берна, то есть руководитель Бернской оперы и Бернского городского оркестра, преподавал также в городской консерватории (среди его учеников, в частности, Ханс Хубер и Фолькмар Андре). Наиболее известен кантатой «Битва при Муртене» (нем. Die Murtenschlacht; 1898, на сюжет об отражении швейцарцами вторжения Карла Смелого в 1476 г.), а также песнями.
Именем Мунцингера названы в Берне улица и школа.